# هورست ناومن
هورست ناومن (بالألمانية: Horst Naumann)‏ هو ممثل ألماني، ولد في 17 نوفمبر 1925 بدرسدن في ألمانيا.

## وصلات خارجية
- هورست ناومن على موقع IMDb (الإنجليزية)
- هورست ناومن على موقع ألو سيني (الفرنسية)
- هورست ناومن على موقع ميوزك برينز (الإنجليزية)
- هورست ناومن على موقع أول موفي (الإنجليزية)
- هورست ناومن على موقع قاعدة بيانات الأفلام السويدية (السويدية)
- هورست ناومن على موقع ديسكوغز (الإنجليزية)
- هورست ناومن على موقع قاعدة بيانات الفيلم (الإنجليزية)
- هورست ناومن على موقع كينوبويسك (الروسية)